# Pieter Corneliszoon Hooft

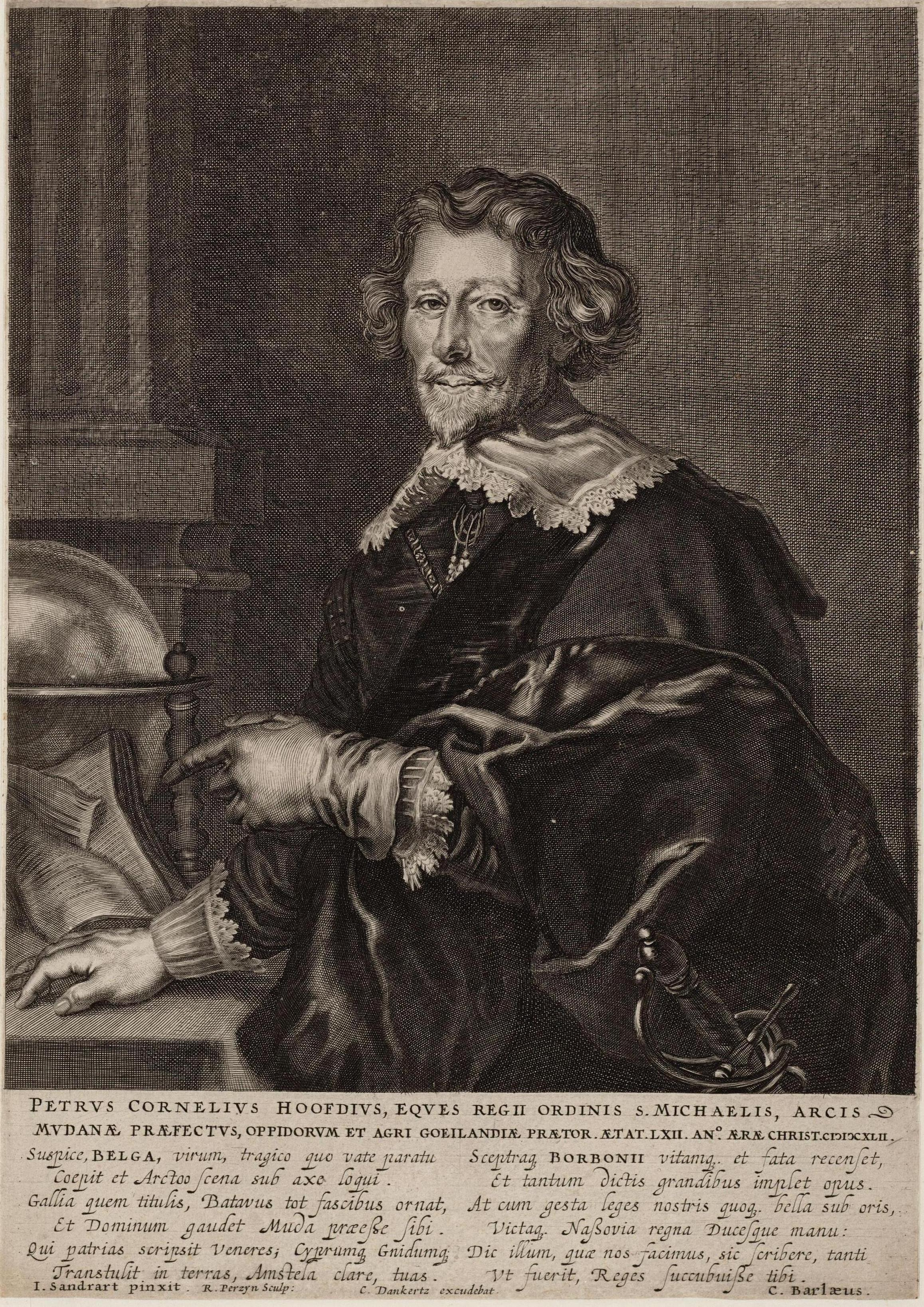
Pieter Corneliszoon Hooft en 1642

Pieter Corneliszoon Hooft, né à Amsterdam le 15 mars 1581 et mort à La Haye le 21 mai 1647, est un historien, poète et dramaturge néerlandais ; haut fonctionnaire, il est également sénéchal de Muiden et bailli de Naarden.  Représentant le plus caractéristique de la Renaissance aux Pays-Bas, il en introduit le genre en littérature. Les modèles lyriques et dramatiques qu’il met au point au début du XVIIe siècle sont une source d’inspiration pour les autres auteurs. Le critique littéraire Kees Fens le qualifie de « premier poète moderne » de la langue néerlandaise.
Après une solide éducation, Hooft voyage de 1598 à 1601 en France et en Italie. À son retour en 1606/1607, il étudie le droit et, après diverses aventures amoureuses, épouse Christina van Erp en 1610. Sa nomination comme bailli du Gooiland en 1609 lui permet de s’installer au château de Muiderslot qui devient bientôt le centre d’une communauté d’intellectuels et d’artistes qui reçoit au XIXe siècle le nom de « cercle de Muider ». On y discute entre autres de questions linguistiques comme l’orthographe, les cas grammaticaux et le choix judicieux des mots. Il perd l’un de ses quatre enfants en 1615, puis entre 1620 et 1624 son épouse et ses autres enfants, ce qui provoque chez lui une profonde dépression. Il n’en sort qu’en 1627 après avoir épousé en secondes noces Heleonora Hellemans dont il a deux autres enfants. Il consacre le reste de sa vie à ses tâches d’administrateur et à la rédaction de son Nederlandsche Historien (Littéralement : Histoire des Pays-Bas). 
Au début du XVIIe siècle il écrit de nombreux sonnets et chants amoureux. En 1611 parait le premier recueil de ces chants, Emblamata amatoria, qui lance le genre aux Pays-Bas. Ils se distinguent par une harmonieuse combinaison de convention bien maitrisée et de profondeur sans lourdeur.  Ce mélange de puissance populaire et d’aspiration à modeler la beauté lui vaut d’être considéré comme "notre [Pays-Bas] homme de la Renaissance par excellence »". S’inspirant de modèles italiens, Hooft écrit en 1605 la tragédie pastorale Granida, inspirée de la pièce pastorale de Guarini et Tasso. En 1613, sa tragédie Geeraerdt van Velsen introduit l’unité de lieu dans la dramaturgie néerlandaise. Son œuvre la plus connue, la comédie Warenar, parue en 1616 est basée sur l’ Aulularia (litt : La marmite) de Plaute. C’est en 1618 que Hooft s’attaque à sa première œuvre historique, une biographie du roi Henri IV de France sous le titre Hendrik de Groote, zijn leven en bedriff (litt : Henri le Grand, sa vie et son œuvre) qui parait en 1626 et lui vaut le titre de chevalier français en 1639. De 1629 à 1636, il se met à la traduction de Tacite à titre de préparation pour son Nederlandsche Historien, sa grande œuvre historique commencée en 1628. Les premiers vingt volumes en sont complétés en 1638 et paraissent en 1642. Au moment de sa mort en 1647, sept autres volumes étaient prêts pour la publication.

## Biographie

### Jeunesse, études et voyages
Pieter Corneliszoon Hooft naquit le 16 mars 1581. Son père était Cornelis Pieterszoon Hooft, un des bourgmestres d’Amsterdam, et sa mère Anna Blaeu. Il était l’ainé de cinq enfants : après lui, naquirent d’abord deux filles, puis deux garçons. La maison natale de Hooft, maison officielle des bourgmestres, était située sur Nieuwendijk, près de l’écluse Haarlemmersluis. Bien que l’arrière-grand-père ait été patron-pêcheur, les Hooft appartenaient à une lignée de régents d’Amsterdam apparentée à Louis de Geer, Andries Bicker (nl), Cornelis de Graeff et Johan de Witt.
Après avoir fréquenté le lycée latin, Pieter Corneliszoon fut envoyé par son père, comme s’était la coutume pour les jeunes gens de bonnes familles, en voyage d’études en France et en Italie. Ce voyage, qui devait durer trois ans, commença le 11 juin 1598, alors que Hooft était âgé de dix-sept ans. Les premiers mois l’amenèrent à La Rochelle où il demeura sans doute chez son cousin, Pieter Jansz. Il y travailla dans une des succursales de la société familiale. Le 4 février 1599, il commença son Reis-heuchenis (litt : Journal de voyage) : il se dirigea vers l’Italie et, via Marseille, atteint Gênes et de là Padoue où il demeura un mois. Par la suite, il séjourna trois mois et demi à Venise où son père avait vraisemblablement des intérêts commerciaux, puis un mois à Rome et un mois à Naples. Même s’il dut faire un détour pour se rendre à Livourne, il n’y resta qu’une journée, se dirigeant immédiatement vers Florence où il demeura sept mois, avant un autre séjour de cinq mois à Venise. Son journal de voyage contient maintes annotations sur les choses qu’il jugeait dignes de mention, ne consacrant que quelques lignes aux arts visuels et ne faisant aucune mention du paysage. Il rédigea quelques notes sur les structures administratives de la région, mais rien sur le commerce. Si l’on en croit son biographe, H.W. van Tricht, c’est pendant ce voyage que Hooft se rendit compte que, contrairement à l’esprit d’entreprise commerciale de sa famille, sa tendance d’esprit le portait plutôt vers l’étude et  la contemplation.
Le voyage prit fin avec son retour à la maison, le 8 mai 1608. On projetait de le préparer à une carrière commerciale en lui constituant un réseau de personnes influentes. Mais le jeune Hooft, qui avait été fasciné pendant son voyage par la Renaissance italienne,  était désormais conscient qu’il devrait consacrer la majeure partie de sa vie à l’art. Sa première pièce de théâtre, Achilles et Polyxena dut être publiée vers 1598.
Hooft devint membre de la « chambre de rhétorique » de Eglentier qui avait comme devise « In Liefde bloeyende » (litt : Il (l’églantier) s’épanouit dans l’amour). Dans ce cercle régnait déjà l’esprit de la Renaissance. Hooft épousa rapidement ces idées, ayant pu, au cours de son voyage, en apprécier la poésie. 
Peu désireux de succéder à son père dans les affaires, le jeune homme se prépara plutôt à une carrière de fonctionnaire. À cette fin, il étudia le droit et les lettres pendant deux ans (1606 et 1607) à l’Université de Leyde, études que, pour autant qu’on le sache, il ne termina pas, n’en voyant guère l’utilité. Pendant ces années, il fit la cour à plusieurs dames, dont Ida Quekels pour qui il écrivit quelques poèmes.

### Senéchal de Muiden (1609)

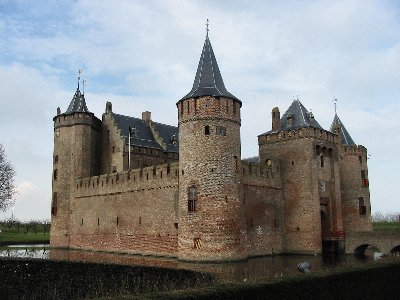
Le château de Muiderslot.

Hooft résida à Paris pendant la première moitié de 1608 et fut nommé en 1609 sénéchal (« drost ») de Muiden et bailli (baljuw) du Gooiland, premier gentilhomme non aristocrate à être nommé à ce poste.  Hooft y représentait l’autorité et était responsable de l’ordre public : «  Il dirigeait les instances judiciaires; il était spécialement responsable des droits de coupe et de chasse, et avait la responsabilité des digues. Il agissait également comme médiateur dans les conflits. En 1610, il épousa Chrisina van Erp avec qui il alla vivre à Muiderslot. Durant les hivers trop froids, le couple se transportait sur l’élégant Keizersgracht d’Amsterdam.
En 1615, le couple perdit sa petite fille Gertrude qui n’avait que quatre semaines. Pendant ces années, Hooft écrivait surtout de la poésie pour le théâtre, mais en 1618 il commença à se tourner vers la prose en écrivant la biographie d’Henri IV de France. En 1620,  son fils Arnout qui n’avait pas encore atteint sa deuxième année mourut; en 1621 naquit un autre fils qui fut aussi prénommé Arnout. En 1623 mourut son fils ainé, suivi d’Arnout en 1624  et de son épouse, Cristina, alors âgée de trente-trois ans. Les parents de Hooft décédèrent respectivement en 1626 et 1627.
La mort de son épouse plongea Hooft dans une nuit obscure qui dura près de trois ans pendant lesquelles il s’accrocha à ses convictions que Knuvelder décrit comme se rapprochant plus « d’un christianisme épicurien que stoïque » en ce sens qu’il s’agissait « d’une croyance à l’antique Destin, à laquelle s’ajoutait une influence chrétienne. Selon Hooft, un destin capricieux s’interpose entre Dieu et l’homme qui détermine de façon mystérieuse et incompréhensible pour l’homme, le cours des choses voulu par Dieu grâce à un cheminement tortueux. En réponse, l’homme doit adopter une certaine forme de stoïcisme pouvant se traduire par une certaine passivité face à la vie en général et à la volonté divine en particulier. Il en résulte un combat interne qui ne cessa d’agiter Hooft tout au long de sa vie.

### Le «Cercle de Muider»
En 1627, Hooft réussit à sortir de cette dépression et rencontra une jeune veuve de trente-deux ans, originaire d’Anvers, Heleonora Hellemans, avec qui il se maria le 30 novembre. Au cours de cette période, Hooft se mit à recevoir savants et artistes à Muiderslot durant l’été, ce qui donnera naissance à l’expression « cercle de Muider ». Selon Knuvelder, ces rencontres se situaient dans la foulée de celles qui s’étaient tenues dans la maison amstellodamoise de Roemer Visscher. Il ne s’agissait donc pas, comme on a voulu le croire au XIXe siècle d’une association en bonne et due forme, avec réunions régulières, mais plutôt de rencontres au gré du hasard. Muiderslot devint ainsi le centre d’une « vie intellectuelle très ouverte, dans une ambiance intime et agréable, entre invités divers partageant leurs talents artistiques. Toute sorte de personnalités prééminentes, poètes et politiciens, chanteuses et jeunes admirateurs des grands poètes, se rencontraient ainsi, faisaient de la musique, chantaient, présentaient leurs poésies ou pièces de théâtre, et, une fois de retour à la maison, continuaient à correspondre soit en prose, soit en vers.

### Henri le Grand et l’Histoire des Pays-Bas
Vers 1623, Hooft se lança dans la traduction de Tacite, traduction qu’il termina en 1635. Selon le biographe Gerard Brandt, Tacite était son auteur favori non seulement à cause de la puissance de son style, qualité qui caractérisait également le style de Hooft, mais aussi en raison de la ressemblance de leurs idées politiques. Pendant qu’il travaillait à cet ouvrage, parut en 1626 son  Hendrik de Grote, zijn leven en bedrijf (litt : Henri le Grand, sa vie et son œuvre), une biographie du roi de France Henri IV. En reconnaissance Henri IV le promut en 1639 chevalier de l’Ordre de Saint-Michel et lui fit prendre place dans la noblesse héréditaire.
En 1628, Hooft s’attaqua à un plan ambitieux, celui de raconter la lutte pour l’indépendance des Pays-Bas dont les vingt premiers volumes parurent dix ans plus tard sous le titre Nederlandsche Historien (litt : Histoire des Pays-Bas). Pour Knuvelder, il s’agit « de l’œuvre en prose la plus puissante que nous donna le dix-septième siècle, un ouvrage d’histoire monumental racontant la rébellion contre l’Espagne».

### Décès
Au cours des cérémonies entourant la mort de Fréderic-Henri d’Orange à La Haye, Hooft prit froid. Le mal s’aggrava et il en mourut le 21 mai 1647. Son tombeau se trouve dans la Nieuwe Kerk (litt : Nouvelle Église) d’Amsterdam.

## Son œuvre

### L’homme politique

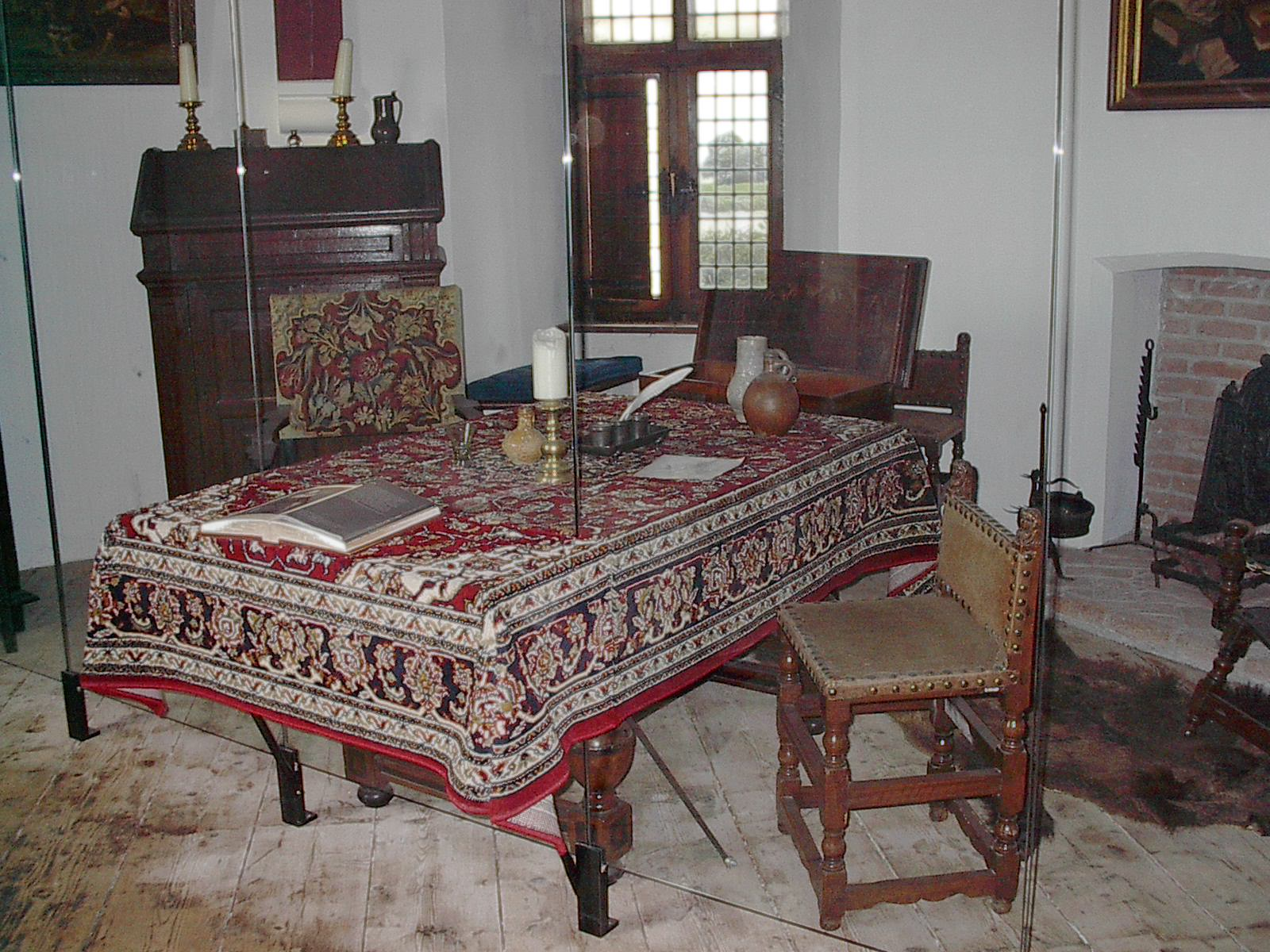
Le cabinet de travail de P.C. Hooft

Hooft utilisa ses pièces de théâtre pour mettre de l’avant ses opinions politiques orangistes modérées. On y retrouve une vision du monde néo-stoïque et humaniste qui ne se rattache à aucune Église en particulier. Hooft lui-même n’était membre d’aucune Église. Dans la lutte entre protestants et catholiques qui joua un rôle si important dans l’éclosion de la révolte des Pays-Bas, il ne prit parti ni pour un camp ni pour l’autre.

### Le dramaturge
Probablement avant de commencer à voyager en Italie, Hooft écrit son drame aux accents sénéquiens Achilles en Polyxena, considéré comme la première tragédie classique néerlandaise. En 1605, il écrit son drame pastoral Granida, pièce qui met en scène deux figures pastorales, Dafilio et Granida. Le genre est populaire au XVIIe siècle comme sujet pour les peintres. Mais ses pièces les mieux connues sont sans doute sa tragédie Geeraerdt van Velsen (1613), et Baeto (1617). Ces deux pièces de théâtre ont grandement influencé l’image que l’on se forme de l’histoire des Pays-Bas : la mort du comte Floris V (Geeraert) et le rôle joué par les Bataves dans la révolte des Provinces unies. La comédie (ou tragi-comédie) Warenar, écrite en 1617 avec Samuel Coster, basée sur l’Aulularia de Plaute, fut relativement bien accueillie.

### Le poète lyrique
La plus ancienne œuvre de Hooft qui soit parvenue jusqu’à nous est une traduction d’un sonnet de Pétrarque. La signature porte « Min is Hooft », ce qui selon Fens peut se lire de deux manières : ou bien « L’amour est la chose la plus importante » ou bien « Hooft est moindre [que Pétrarque]. Hooft a écrit environ cinquante sonnets. Les mieux connus sont Mijn lief, mijn lief, mijn lief (litt : Mon amour, mon amour, mon amour), datant de 1610 et Gezwinde grijsaard (litt : Vieillesse instantanée) de 1611. Hooft inclut également quelques sonnets dans son recueil d’emblèmes érotiques Emblemata amatoria en 1611. Hooft utilisa ainsi à son avantage la technique poétique avec laquelle la Renaissance valorisa l’expression des sentiments. Il étudia la composition du sonnet de Pétrarque qu’il connaissait bien afin d’expérimenter ce genre poétique avec passion et maitrise si bien que « ses cinquante sonnets appartiennent certainement aux plus remarquables de notre littérature », alors que Busken Huet parle pour sa part d’une « beauté qui élève ». Emblemata amatoria contient trente gravures dans le style d’Alciato qui créa le genre en 1531. Chez Hooft, chaque gravure allégorique contient une inscription en latin, néerlandais et français. Elles célèbrent la force de l’amour dont Cupidon est le symbole. Outre ces gravures, le recueil contient des chants et autres poèmes et sonnets dont, en particulier, Mijn lief, mijn lief, mijn lief.

### L’historien
Hooft commença en 1628 à travailler à l’œuvre qui devait l’occuper le reste de sa vie : le Nederlandsche historien (litt : Histoire des Pays-Bas). Vingt-sept volumes furent publiés, dont sept à titre posthume. En 1618, soit durant la Trêve de douze ans, Hooft conçut l’idée d’écrire un livre traitant de l’histoire nationale contemporaine, en particulier de la Guerre de Quatre-Vingts Ans, également appelée révolte des Pays-Bas ou encore révolte des gueux. Selon son biographe, Brandt, Hooft s’intéressait déjà depuis longtemps à l’étude des historiens antiques. Il commença à écrire en 1628 et en 1642 paraissait Nederlandsche Historien aux éditions Louis Elsevier d’Amsterdam. Cette œuvre monumentale s’ouvrait sur l’abdication de Charles V en 1555 et se terminait avec la mort de Guillaume d’Orange en 1584. La mort de Hooft en 1647 à l’âge de soixante-six ans devait l’empêcher de compléter son œuvre. Le travail fut repris en 1654 par Joan Blaeu sous le titre Vervolgh der Nerderlandsche historien (litt : Suite de l’Histoire des Pays-Bas) qui continua l’histoire jusqu’en 1587. Hooft fit un remarquable travail de recherche et se tint personnellement au courant des évènements, si bien que ses descriptions sont celles d’un témoin oculaire. Le style se veut une imitation de celui de Tacite.

### L’épistolier
Quel que soit le soin apporté à la rédaction d’une lettre, on peut se demander si la correspondance est un genre littéraire en soi. En tout état de cause, les lettres de Hooft frappent le lecteur par leur perfection tout comme ses autres écrits. Elles doivent sans doute leur popularité à la perfection de leur forme littéraire qui les firent considérer comme un genre littéraire par l’école de la Renaissance. Hooft porta cet art à un niveau tel que cette correspondance est encore publiée de nos jours. L’ensemble de la correspondance qui nous a été transmise, y compris les lettres auxquelles elles répondaient ou qu’elles provoquaient, est parue en trois volumes en 1970 avec explications et annotations de H.W. van Tricht. On peut maintenant les retrouver en ligne.

## Célébrité
Le XVIIIe siècle et le XIXe siècle ne portèrent guère attention à Hooft, jusqu’à ce que la commémoration du deux-centième anniversaire de sa mort en 1881 lui vaille un renouveau d’attention. La parution de son Histoire en 1900 rappela l’importance de son œuvre. 
Selon Gerrit Komrij, chez Hooft, « tout est danse et lumière, sautillement et espace »; il ne donne jamais l’impression de « renfermé », mais au contraire, il chante « non pas dans une église, mais sous la voute céleste ». Avec Gorter, Hooft est l’homme de « la poésie à ciel ouvert » et se distingue ainsi du « cortège des poètes d’intérieur ».

## Hooft et nous
Selon le critique littéraire Kees Fens, il y a trois raisons pour voir en Hooft le premier poète moderne de langue néerlandaise. Il fut « le premier qui, dans l’histoire de notre littérature, parle au lecteur moderne » et, ainsi, demeure compréhensible. Hooft rapporta de son voyage en Italie un monde d’images qu’il utilisa originellement en référence au Christ « d’une manière que l’on pourrait qualifier probablement de séculière. Et par cela même, il est moderne ».  Le Christ sert à peine d’exemple et la frontière du poète n’est plus Dieu, mais le firmament. Enfin, Hooft « est également moderne en ce sens qu’il travailla et vécut avec les lambeaux d’une culture traditionnelle dont il tenta de rapiécer les morceaux pour lui donner une nouvelle signification.
Si Hooft peut être considéré comme un esprit « moderne », il n’en reste pas moins que la lecture de ses textes dans leur version d’origine peut s’avérer difficile pour le lecteur d’aujourd’hui. Souvent, en effet, la construction de ses phrases suit la construction latine, ce qui, avec l’utilisation de nombreux archaïsmes et néologismes, rend la lecture malaisée. Toutefois, des adaptations ont été publiées qui permettent de remédier à ce problème. 